# 1260 Валгалла
1260 Валгалла (1260 Walhalla) — астероїд головного поясу, відкритий 29 січня 1933 року.
Тіссеранів параметр щодо Юпітера — 3,393.
Названо на честь Валгалли.